# Ålbæk Bugt
Ålbæk Bugt er en bugt på det nordlige Vendsyssels østkyst, og strækker sig fra Skagen i nord, godt 30 km mod syd til Hirsholmene og Frederikshavn. Bugten indgår i Kattegat, og benyttedes meget som ankerplads før mødet med vestenvinden i Skagerrak ved Skagen, men bruges nu også som omladningsplads af olietankere fra Rusland .
Langs kysten i denne bugt strækker sig 3 parallelle sandrev, af hvilke det yderste er 2-300 meter fra land, og på hvilke der kun findes fra 2 til 4 meter vand. Udenfor disse rev er der imidlertid overalt god ankergrund i bugten, der giver en sikker ankerplads ved vestlige og sydvestlige vinde. I denne bugt findes de såkaldte fladstrandske østersbanker, hvor der i midten af 1800-tallet årligt blev skrabet omtrent 200.000 østers. 
På landsiden er der en del sommerhusområder, og havnene i Ålbæk og Strandby.